# Zemple
Zemple es una ciudad ubicada en el condado de Itasca en el estado estadounidense de Minnesota. En el Censo de 2010 tenía una población de 93 habitantes y una densidad poblacional de 44,94 personas por km².

## Geografía
Zemple se encuentra ubicada en las coordenadas 47°19′11″N 93°47′6″O / 47.31972, -93.78500. Según la Oficina del Censo de los Estados Unidos, Zemple tiene una superficie total de 2.07 km², de la cual 2.07 km² corresponden a tierra firme y (0%) 0 km² es agua.

## Demografía
Según el censo de 2010, había 93 personas residiendo en Zemple. La densidad de población era de 44,94 hab./km². De los 93 habitantes, Zemple estaba compuesto por el 93.55% blancos, el 0% eran afroamericanos, el 5.38% eran amerindios, el 0% eran asiáticos, el 0% eran isleños del Pacífico, el 0% eran de otras razas y el 1.08% pertenecían a dos o más razas. Del total de la población el 0% eran hispanos o latinos de cualquier raza.